# Szabotázs (film, 2014)
A Sabotázs (eredeti cím: angolul: Sabotage, korábbi címein: Ten valamint Breacher) 2014-es amerikai akcióthriller, amelynek rendezője David Ayer, forgatókönyvírói Ayer és Skip Woods. A film Agatha Christie Tíz kicsi néger című regénye alapján készült. A főszerepben Arnold Schwarzenegger, Sam Worthington, Olivia Williams, Terrence Howard, Joe Manganiello, Joshua Holloway és Mireille Enos látható.
A filmet 2014. március 28-án mutatták be az Egyesült Államokban.

## Cselekmény
John "Zúzó" Wharton (Arnold Schwarzenegger) vezeti a DEA különleges kábítószerosztagot, amelynek tagjai James "Monstrum" Murray (Sam Worthington), felesége, Lizzy Murray (Mireille Enos), Joe "Dara" Philips (Joe Manganiello), Julius "Koki" Edmonds (Terrence Howard), Eddie "Tasli" Jordan (Josh Holloway), Tom "Piró" Roberts (Max Martini), Bryce "Cölöp" McNeely (Kevin Vance) és a "Füstös" Jennings (Mark Schlegel).
A csapat rajtaüt egy drogkartell raktárán és ellop 10 millió dollárt, amit elrejtenek a szennyvízcsatornában, hogy majd később osszák el egymás között. Az egyik csapattársukat, Füstöst a kartell fegyveresei megölik, a csapat pedig a maradék pénzt felrobbantja, hogy ne maradjon nyom. Azonban az ellopott pénz eltűnik a csatornából – felettesük, Floyd Demmel (Martin Donovan) erről értesülve felfüggeszti őket néhány hónapra, amíg ki nem vizsgálják a lopást. Később Zúzó észreveszi Lizzy-n, hogy kábítószerfüggővé vált és férjét, Monstrumot elhanyagolja.
Zúzó és Brentwood elmegy Lizzy házába és megtalálják Monstrum holttestét a hűtőszekrényben. Ekkor Lizzy felhívja Zúzót és úgy tesz, mintha egyedül lenne, találkozót kérve tőle a parkolóházban. Zúzó odamegy Brendwooddal, majd Lizzy és Koki lőni kezd rájuk, ezután megpróbálnak elmenekülni, de a város utcáin zajló autós üldözésben nekicsapódnak egy kamionnak, amely lefejezi Kokit. Zúzó és Brentwood kérdőre vonja a haldokló Lizzyt, aki azzal vádolja a csapatot, hogy a háta mögött ellopták a pénzét, emiatt bosszút esküdött ellenük. Brentwood ezen megdöbben, mert azt feltételezte, Lizzy lopta el a pénzt. Zúzó elmondja a haldokló Lizzynek, hogy ő vette el a pénzt. Lizzy megpróbálja elérni a fegyverét, de Zúzó még időben lelövi őt. A helyi rendőrök megérkeznek, de addigra Zúzó eltűnik a helyszínről.
Hetekkel később Zúzó Mexikóban tűnik fel, ahol a lopott pénzzel megveszteget egy korrupt rendőrt. Ő cserébe segít neki beazonosítani egy férfit, aki megölte Zúzó családját. Zúzó megtalálja az egyik helyi bárban és embereivel együtt végez vele, de maga is súlyos sebet kap. Miután bosszút állt családjáért, a súlyosan sebesült Zúzó leül az asztalhoz és tölt magának egy pohár whiskyt, rágyújt egy utolsó szivarra és mosolyog, ahogy a közelgő szirénák hangját hallja.

## Szereplők
| Színész               | Szerep                     | Magyar hang        | Magyar hang        |
| Színész               | Szerep                     | 1. szinkron (2014) | 2. szinkron (2015) |
| --------------------- | -------------------------- | ------------------ | ------------------ |
| Arnold Schwarzenegger | John „Zúzó” Wharton        | Reviczky Gábor     | Reviczky Gábor     |
| Sam Worthington       | James „Monstrum” Murray    | Szabó Győző        | Széles Tamás       |
| Joe Manganiello       | Joe „Dara” Phillips        | Sarádi Zsolt       | Tóth Roland        |
| Josh Holloway         | Eddie „Tasli” Jordan       | Bozsó Péter        | Dányi Krisztián    |
| Terrence Howard       | Julius „Koki” Edmonds      | Király Attila      | Barát Attila       |
| Max Martini           | Tom „Piró” Roberts         | Karácsonyi Zoltán  | Megyeri János      |
| Kevin Vance           | Bryce „Cölöp” McNeely      | Sótonyi Gábor      | Sótonyi Gábor      |
| Olivia Williams       | Caroline Brentwood nyomozó | Bertalan Ágnes     | Bertalan Ágnes     |
| Mireille Enos         | Lizzy Murray               | Kiss Eszter        | Zakariás Éva       |
| Martin Donovan        | Floyd Demel                | Harmath Imre       | Németh Gábor       |